# Squires of San Quentin
Squires of San Quentin ist ein US-amerikanischer Dokumentar-Kurzfilm von J. Gary Mitchell aus dem Jahr 1978, der für einen Oscar nominiert war.

## Inhalt

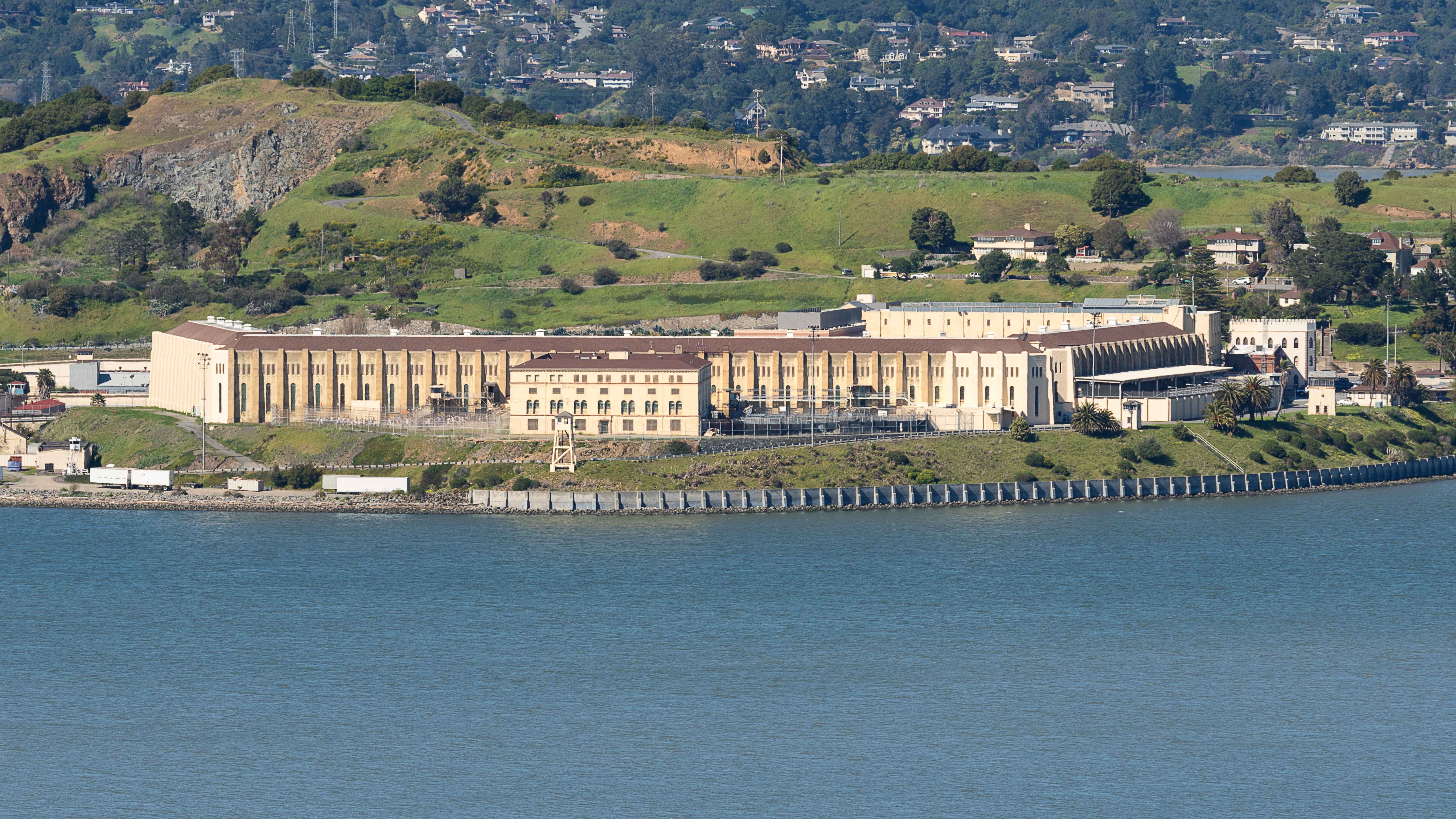
Das kalifornische Staatsgefängnis San Quentin

Im Film geht es um das Programm Squires of San Quentin im San Quentin Gefängnis in der Bay Area in Kalifornien. Jugendliche Straftäter, die erstmals in Schwierigkeiten stecken, sprechen mit den dort Gefangenen darüber, wie es dazu kommen konnte beziehungsweise gekommen ist, dass sie schwerwiegende Verbrechen begangen haben, die sie letztendlich für einen Großteil ihres Lebens ins Gefängnis gebracht haben. Es werden auch weiterreichende Gedanken darüber angestellt, was das Fazit sei, wenn sie nach ihrer Entlassung so weitermachen wie zuvor. Die Gefängnisinsassen indes versuchen, den gefährdeten Jugendlichen zu vermitteln, dass sich Kriminalität nicht lohne.
Der Film verfolgt eine ähnliche Absicht wie der Film Scared Straight!, in dem Jugendliche mit „Lebenslänglichen“ zusammengebracht wurden, was der Abschreckung dienen sollte, sich nicht selbst in eine solche Lage zu bringen.

## Produktionsnotizen
Der Film wurde von der J. Gary Mitchell Film Company im San Quentin State Prison gedreht, dem Staatsgefängnis von Kalifornien. Bei den Squires handelt[e] es sich um eine Organisation von Langzeithäftlingen, die sich auf die Fahne geschrieben hatten, jugendliche Straftäter davon abzuhalten, erneut straffällig zu werden.

## Auszeichnung
Oscarverleihung 1979: Oscarnominierung für J. Gary Mitchell für und mit dem Film in der Kategorie „Bester Dokumentar-Kurzfilm“